# Bugyi
Bugyi je vas na Madžarskem, ki upravno spada pod podregijo Gyáli Županije Pešta.